# Rusa alfredi
El ciervo moteado de Filipinas o sambar manchado de las Filipinas (Rusa alfredi) es una especie de pequeño cérvido en peligro de extinción endémico de las islas Bisayas y Panay (Filipinas). Actualmente sólo quedan unos 2500 ejemplares viviendo en las islas de Panay y Negros.

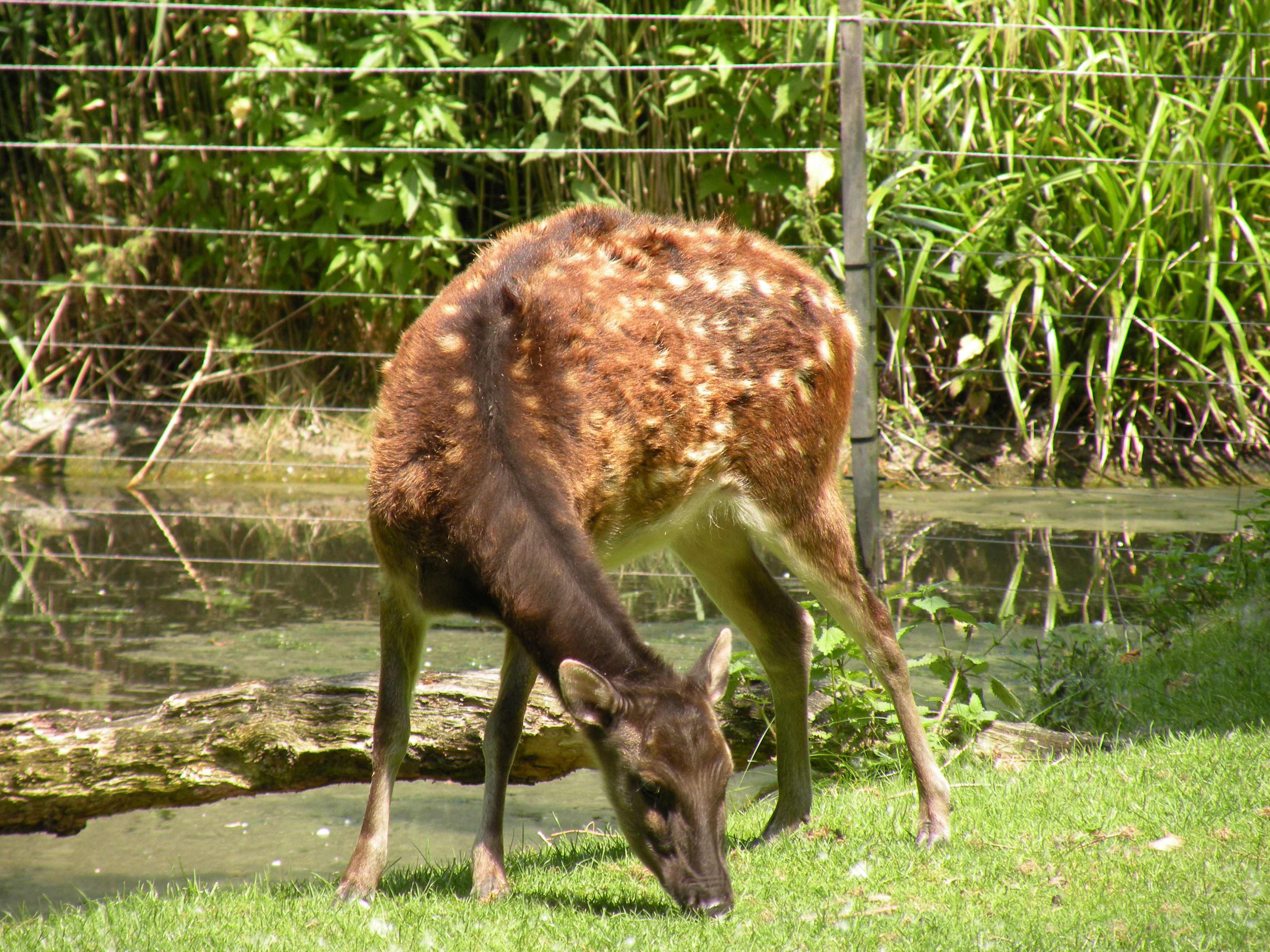
Hembra.